# 1946年世界大賽
1946年世界大賽是由代表美聯的波士頓紅襪與代表國聯的聖路易紅雀在世界大賽中對決。這一年是紅襪隊自從賣掉貝比魯斯之後第一次單季百勝，也是第一次打進世界大賽，威廉斯在當兵回來的第一個賽季就又拿下美聯MVP；紅雀隊同樣靠著另一位巨星穆休的出色表現拿下98勝。最後紅雀以4勝3敗擊敗紅襪，拿下世界大賽冠軍。這是紅襪隊賣掉貝比魯斯後直到他死前唯一一次打進世界大賽，也是此時還未滿30歲的威廉斯和穆休兩人生涯最後一次的世界大賽（威廉斯就只打過這一次）。
世界大賽第7場，兩隊在前7局打成3比3平手。紅雀隊的伊諾斯·史勞特在8局下擊出安打上壘，2出局後Harry Walker敲出中外野深遠安打。史勞特無視三壘指導叫他停在三壘的建議，而是直接衝回本壘。加上中外野手Leon Culberson沒有在第一時間妥善地處理球，所以最後讓史勞特回壘得分。這個跑壘最後也被稱作「瘋狂的衝刺」(Mad Dash)。
隨著戰時旅行限制在二戰結束後取消，這年世界大賽的主場制從之前的3-4(前3場在A隊主場，後4場在B隊主場)改成現今熟悉的2-3-2(前後各2場在A隊主場，中間3場在B隊主場)主場賽制。
總教練：艾迪·戴爾（紅雀）、喬·克羅寧（紅襪）。
裁判：（國聯）、（美聯）、（國聯）、（美聯）。

## 總結
國聯 聖路易紅雀（4）- 美聯 波士頓紅襪（3）
| 場次 | 比數                      | 日期     | 地點       | 觀眾  |
| ---- | ------------------------- | -------- | ---------- | ----- |
| 1    | 紅襪 3，紅雀 2 (延長10局) | 10月3日  | 運動員公園 | 36218 |
| 2    | 紅襪 0，紅雀 3            | 10月4日  | 運動員公園 | 35815 |
| 3    | 紅雀 0，紅襪 4            | 10月5日  | 芬威公園   | 34500 |
| 4    | 紅雀 12，紅襪 3           | 10月6日  | 芬威公園   | 35645 |
| 5    | 紅雀 3，紅襪 6            | 10月7日  | 芬威公園   | 35982 |
| 6    | 紅襪 1，紅雀 4            | 10月8日  | 運動員公園 | 35768 |
| 7    | 紅襪 3，紅雀 4            | 10月10日 | 運動員公園 | 36143 |

## 逐場結果

### 第一戰：10月6日
| 波士頓紅襪                                                                                       | 0 | 1 | 0 | 0 | 0 | 0 | 0 | 0 | 1 | 1 | 3 | 9 | 2 |
| 聖路易紅雀                                                                                       | 0 | 0 | 0 | 0 | 0 | 1 | 0 | 1 | 0 | 0 | 2 | 7 | 0 |
| 勝投： Earl Johnson (1–0) 敗投： Howie Pollet (0–1) 全壘打： 紅襪：盧迪·約克 (10上,1分) 紅雀：無 |   |   |   |   |   |   |   |   |   |   |   |   |   |

這場兩邊的先發投手都表現不錯，Tex Hughson先發8局送出5次三振失2分，Howie Pollet前9局的投球也是失2分。不過他在10局上被盧迪·約克敲出超前轟，最後吞下完投敗。

### 第二戰：10月7日
| 波士頓紅襪                                             | 0 | 0 | 0 | 0 | 0 | 0 | 0 | 0 | 0 | 0 | 4 | 1 |
| 聖路易紅雀                                             | 0 | 0 | 1 | 0 | 2 | 0 | 0 | 0 | X | 3 | 6 | 0 |
| 勝投： Harry Brecheen (1–0) 敗投： Mickey Harris (0–1) |   |   |   |   |   |   |   |   |   |   |   |   |

Harry Brecheen在這場比賽完美壓制紅襪打線，9局僅被擊出4支安打拿下完封勝。而他也在3局下敲出安打打回球隊的勝利打點。5局下紅雀再靠著紅襪的守備失誤拿下2分，最後以3比0拿下勝利。

### 第三戰：10月9日
| 聖路易紅雀                                                                                       | 0 | 0 | 0 | 0 | 0 | 0 | 0 | 0 | 0 | 0 | 6 | 1 |
| 波士頓紅襪                                                                                       | 3 | 0 | 0 | 0 | 0 | 0 | 0 | 1 | X | 4 | 8 | 0 |
| 勝投： Dave Ferriss (1–0) 敗投： Murry Dickson (0–1) 全壘打： 紅雀：無 紅襪：盧迪·約克 (1下,3分) |   |   |   |   |   |   |   |   |   |   |   |   |

盧迪·約克在這場比賽的首打席就敲出一支3分砲，加上投手Dave Ferriss9局的完美壓制，紅襪最後以4比0拿下系列賽第二勝。

### 第四戰：10月10日
| 聖路易紅雀 | 0 | 3 | 3 | 0 | 1 | 0 | 1 | 0 | 4 | 12 | 20 | 1 |
| 波士頓紅襪 | 0 | 0 | 0 | 1 | 0 | 0 | 0 | 2 | 0 | 3  | 9  | 4 |
| 勝投： Red Munger (1–0) 敗投： Tex Hughson (0–1) 全壘打： 紅雀：伊諾斯·史勞特 (2上,1分) 紅襪：鮑比·多爾 (8下,2分) |   |   |   |   |   |   |   |   |   |    |    |   |

伊諾斯·史勞特在2局上馬上敲出陽春砲先馳得點，再靠著安打與失誤拿下2分。3局上，紅雀隊繼續以安打串聯拿下分數。前3局打完紅雀已經取得6比0領先。
兩隊在第4局到第8局互有攻勢，不過紅雀在第9局擊出5支安打拿下4分，終場以12比3大勝紅襪。
另外紅雀隊的伊諾斯·史勞特、Whitey Kurowski和Joe Garagiola都在這場比賽敲出4支安打，這也是大聯盟唯一一次在世界大賽出現同隊三位打者達成單場4安打的成就。而紅襪隊的Wally Moses也在這場比賽敲出4支安打。

### 第五戰：10月11日
| 聖路易紅雀                                                                                      | 0 | 1 | 0 | 0 | 0 | 0 | 0 | 0 | 2 | 3 | 4  | 1 |
| 波士頓紅襪                                                                                      | 1 | 1 | 0 | 0 | 0 | 1 | 3 | 0 | X | 6 | 11 | 3 |
| 勝投： Joe Dobson (1–0) 敗投： Al Brazle (1–0) 全壘打： 紅雀：無 紅襪：Leon Culberson (6下,1分) |   |   |   |   |   |   |   |   |   |   |    |   |

紅雀先發Howie Pollet在先發0.1局失1分後馬上被換下場。雖然紅雀在2局上很快追平比數，不過紅襪在下個半局靠著Don Gutteridge的安打讓比賽回到一分差。
6局下，紅襪替補外野手Leon Culberson先敲出陽春砲，幫助紅襪取得3比1領先。7局下，老將Pinky Higgins敲出安打打回一分。接下來又靠著紅雀二壘手Marty Marion的傳球失誤拿下2分。紅雀雖然在9局上靠著Harry Walker的安打追回2分，不過紅襪還是靠著Joe Dobson9局送出8K失3分的好投幫助球隊聽牌。

### 第六戰：10月13日
| 波士頓紅襪                                             | 0 | 0 | 0 | 0 | 0 | 0 | 1 | 0 | 0 | 1 | 7 | 0 |
| 聖路易紅雀                                             | 0 | 0 | 3 | 0 | 0 | 0 | 0 | 1 | X | 4 | 8 | 0 |
| 勝投： Harry Brecheen (2–0) 敗投： Mickey Harris (0–2) |   |   |   |   |   |   |   |   |   |   |   |   |

沒有退路的紅雀隊，在3局下靠著連續3支安打拿下3分，也打退了紅襪先發投手Mickey Harris。
Harry Brecheen以9局送出6次三振失1分的成績再次拿下完投勝，雙方也進入搶七大戰。

### 第七戰：10月15日
| 波士頓紅襪                                           | 1 | 0 | 0 | 0 | 0 | 0 | 0 | 2 | 0 | 3 | 8 | 0 |
| 聖路易紅雀                                           | 0 | 1 | 0 | 0 | 2 | 0 | 0 | 1 | X | 4 | 9 | 1 |
| 勝投： Harry Brecheen (3–0) 敗投： Bob Klinger (0–1) |   |   |   |   |   |   |   |   |   |   |   |   |

最後一場比賽，兩隊在前4局戰成1比1平手。而紅雀在5局下敲出3支安打得到2分，5局打完取得3比1領先。
8局上，紅襪的前2位打者Rip Russell和George Metkovich都擊出安打並攻佔二三壘。而紅雀馬上派出前2場先發都拿下完投勝的Harry Brecheen，結果他被唐姆·迪馬喬敲出追平比數的二壘安打。不過迪馬喬卻因為跑壘時拉傷腳退場，改由第5場敲出全壘打的Leon Culberson擔任中外野手。
8局下伊諾斯·史勞特率先擊出安打上壘，不過後面兩位隊友都無法達成有效推進。2出局後，Harry Walker敲出中外野方向安打。Leon Culberson接到球後趕緊傳給游擊手約翰尼·佩斯基，而史勞特這時抵達三壘，不過他無視三壘指導教練叫他停在三壘的指示，而是選擇衝向本壘。
至於佩斯基接到球後發生什麼事仍眾說紛紜，有人說佩斯基認為史勞特不過衝向本壘，因此他將視線放在打者身上。有些人則說佩斯基被衝向本壘的史勞特嚇到，一度忘記要將手中的球丟出去。不管結果如何，最後捕手接到球時，史勞特已經成功回本壘得分。
9局上，紅襪隊在無人出局時攻佔一二壘。不過Brecheen隨後穩穩拿下三個出局數，幫助紅雀拿下世界大賽冠軍，而紅襪則是無法突破貝比魯斯魔咒。

## 焦點球員

### 紅雀
- Harry Walker-系列賽打擊率4成12，第七場敲出關鍵超前分安打。系列賽6分打點也是全隊最高。

- 伊諾斯·史勞特-系列賽打擊率3成20，第四場敲出4支安打，第七場跑回經典的「瘋狂的衝刺」(Mad Dash)。

- Joe Garagiola-系列賽打擊率3成16，第四場敲出4支安打。

- Harry Brecheen-出賽3場全勝，20局的投球只有1分責失分，另外送出11次三振。

### 紅襪
- 盧迪·約克-系列賽打擊率2成61，第一場和第三場比賽都敲出帶有勝利打點的全壘打。

- 鮑比·多爾-系列賽敲出9支安打為所有球員最多，打擊率4成09。

- 唐姆·迪馬喬-系列賽打擊2成59，在第七場的8局上敲出追平比分的安打。

- Joe Dobson-出賽3場含一場先發，12.2局投球送出10次三振，失3分全不是自責分。

- Dave Ferriss-第三場先發9局拿下完封勝，合計13.1局投球失3分。

## 外部連結
- Almanac網站上關於1946年世界大賽的頁面（页面存档备份，存于）
- MLB官網裡的1946年世界大賽頁面（页面存档备份，存于）
- Reference網站上關於1946年世界大賽的頁面（页面存档备份，存于）
- 1946年世界大賽逐場比賽結果以及每一球詳細紀錄[]